# Цихлида-попугай
Цихлида-попугай, Пельвикахромис или Красивый пельматохромис (лат. Pelvicachromis pulcher) — аквариумная рыба семейства цихловых. Естественный ареал — Нигерия и Камерун. Размеры — до 10 см. Самки отличаются красно-фиолетовым брюшком.
Не следует путать эту рыбку с «красным попугаем» (Red parrot cichlid) — намного более агрессивным гибридом нескольких видов цихловых рыб центральноамериканского происхождения.

## Внешний вид
Пельвикахромисы обладают яркой и пестрой окраской. Спинка рыб коричневая, живот с пятном вишневого цвета, нижняя часть головы золотистая. Поперек всего тела тянется широкая темная полоска. Чешуя на боках рыбки под разными углами зрения переливается лиловыми и лазурными цветами.
Окраска тела может меняться в зависимости от состояния рыбки. При посадке в новый аквариум или в другой стрессовой ситуации пельвикахромисы сильно бледнеют, зато в период нереста попугайчики показывают себя во всей красе.
Половой диморфизм хорошо заметен у половозрелых рыб. Самки меньше самцов, окрашены гораздо скромнее, имеют выпуклое брюшко.
Существует несколько цветовых вариаций попугайчиков, обитающих в разных географических регионах. Селекция также не стоит на месте, были выведены новые интересные окрасы – например, альбиносные.

## Ареал
В природе пельвикахромис пульхер встречается в Юго-Восточной части Нигерии, Западном Камеруне и Восточном Бенине. В основном предпочитает медленнотекущие водоемы с темной тропической водой и густыми зарослями живых растений, чередующихся с открытым грунтом.
Попугайчики способны жить в широком диапазоне параметров воды, это в первую очередь связано с условиями природных водоемов. Чем дальше от океана, тем вода более щелочная, ближе к устью рек вода частично перемешивается с соленой.

## Содержание в аквариуме
Пельвикахромисы относительно неприхотливы: оптимальная температура при содержании 22-28°С, кормление преимущественно животными кормами в виде гранул и тонущих хлопьев. Может поедать икру улиток и креветок, мелких мальков других рыб. Неагрессивны, за исключением периода защиты территории во время нереста, и могут содержаться в общих аквариумах с густыми зарослями растительности, укрытиями. Как и все цихловые рыбы, цихлиды-попугаи нуждаются в достаточно чистой воде и относительно высоком содержании кислорода. Вода предпочтительно мягкая, до 10-12°dH.

## Размножение
Половозрелыми становятся в 9—12 мес. Самка откладывает 100—300 коричнево-красных икринок (диаметр около 2 мм). Пара ревностно охраняет нерестовую территорию и мальков. Если икра подвергалась искусственной инкубации, выросшие из неё рыбки частично утрачивают характерное для вида нерестовое поведение и родительскую заботу, что позволяет предположить наличие обучающего элемента в этологии вида.
В некоторых литературных источниках утверждается, что жёсткость воды при нересте и вскармливании мальков влияет на соотношение самцов и самок в помёте: чем больше жёсткость, тем меньше процент самцов в выводке.

## Вариации
Вариативный вид, известно несколько цветовых вариететов:
- «Pelvicachromis aureocephalus» описан Meinken в 1960 году в Нигерии. Самцы желтоватые, голова и жаберные крышки зеленовато-золотистые, от глаз до хвоста тянется черноватая полоса. Спинной плавник у основания темно-желтооливковый с металлическим глянцем, темно-красными штрихами по направлению лучей плавников, над этим имеется золотистый глянец, задняя половина плавника интенсивно красная, удлиненные лучи — со светло-жёлтым кантом и красной обкладкой. Анальный плавник нежно-фиолетовый, брюшные — светло-голубые, хвост с 4 чёрными пятнами и красной каймой. Голова и жаберные крышки самок глянцево-золотистые, брюшко с красно-фиолетовым пятном;
- «Pelvicachromis kribensis» обитает в тропической Западной Африке, в дельте Нигера. Верхняя часть тела коричневатая с голубоватыми, до фиолетовых, блестками, бока и брюшко от голубого до фиолетового цвета с зеленоватым глянцем. Темная продольная лента проходит по спинке, другая, четко выраженная у молоди, вдоль тела. У самцов имеются 1—5 темных, в светло-жёлтой обкладке, круглых пятен в верхней части хвоста. Брюшные плавники у самок винно-красные, у самцов фиолетовые;
- «Pelvicachromis pulcher var. cameroon». Описан в 1962 году и с тех пор импортировался как Pelvicachromis pulcher. Был одно время известен под неправильным названием «P. camerunensis». Обитает не в Камеруне, а в водоемах лесных областей юга Нигерии. Окраска аналогична «Pelvicachromis kribensis», но более интенсивная. У самцов в период нереста брюшко, грудь и жаберные крышки до губ кровяно-красные. Нижняя часть хвоста желтоватая. Вдоль тела проходит темная полоса, в верхней части тела 3 светлые поперечные полосы. Брюшные плавники красные, у самца с голубым кантом. Имеется альбиносная форма (тело светлое, глаза красные).